# Super Bishi Bashi Champ
Super Bishi Bashi Champ (スーパービシバシチャンプ?), es un videojuego para arcade publicado por Konami en mayo de 1998. Consiste en una colección de minijuegos.
- Datos: Q16636652